# Iván Antunes
Iván Antunes (Rosario, Santa Fe, Argentina; 23 de abril de 1998) es un futbolista argentino que se desempeña como lateral derecho y juega en San Miguel, de la Primera Nacional de Argentina.

## Trayectoria
Surgido de las categorías inferiores de Rosario Central, hizo su debut profesional el 4 de abril de 2021 con Gimnasia y Esgrima de Jujuy, equipo al cual se marchó en 2021 en busca de oportunidades, en la victoria 2 a 0 frente a Deportivo Morón, por la cuarta fecha del Campeonato de Primera Nacional 2021. En año y medio en el "lobo", disputó 34 partidos y realizó 1 gol y 1 asistencia.
A mediados de 2022, al perder lugar en el club jujeño, se une en calidad de préstamo a Central Norte de Salta, para disputar la segunda mitad del Torneo Federal A 2022, jugando un total de 19 partidos y repartiendo 2 asistencias en su estadía con el equipo salteño.
En 2023 es nuevamente cedido a préstamo, esta vez a Olimpo de Bahía Blanca, también del Torneo Federal A. Ese año Antunes jugó 31 partidos, aportando 2 goles y 2 asistencias al equipo bahiense, que se quedó a las puertas del ascenso, al perder en semifinales con Gimnasia y Tiro de Salta.
En 2024 se une a San Miguel para disputar el Campeonato de Primera Nacional 2024.

## Estadísticas

### Clubes
Actualizado hasta su último partido disputado el 27 de julio de 2025.
| Club                              | Div.          | Temporada     | Liga  | Liga  | Liga   | Copas nacionales | Copas nacionales | Copas nacionales | Torneos internacionales | Torneos internacionales | Torneos internacionales | Total | Total | Total  |
| Club                              | Div.          | Temporada     | Part. | Goles | Asist. | Part.            | Goles            | Asist.           | Part.                   | Goles                   | Asist.                  | Part. | Goles | Asist. |
| --------------------------------- | ------------- | ------------- | ----- | ----- | ------ | ---------------- | ---------------- | ---------------- | ----------------------- | ----------------------- | ----------------------- | ----- | ----- | ------ |
| Gimnasia y Esgrima (J) Argentina  | 2.ª           | 2021          | 20    | 0     | 1      | —                | —                | —                | —                       | —                       | —                       | 20    | 0     | 1      |
| Gimnasia y Esgrima (J) Argentina  | 2.ª           | 2022          | 13    | 1     | 0      | 1                | 0                | 0                | —                       | —                       | —                       | 14    | 1     | 0      |
| Gimnasia y Esgrima (J) Argentina  | Total club    | Total club    | 33    | 1     | 1      | 1                | 0                | 0                | 0                       | 0                       | 0                       | 34    | 1     | 1      |
| C. A. Central Norte (S) Argentina | 3.ª           | 2022          | 19    | 0     | 2      | —                | —                | —                | —                       | —                       | —                       | 19    | 0     | 2      |
| C. A. Central Norte (S) Argentina | Total club    | Total club    | 19    | 0     | 2      | 0                | 0                | 0                | 0                       | 0                       | 0                       | 19    | 0     | 2      |
| Club Olimpo Argentina             | 3.ª           | 2023          | 30    | 2     | 2      | 1                | 0                | 0                | —                       | —                       | —                       | 31    | 2     | 2      |
| Club Olimpo Argentina             | Total club    | Total club    | 30    | 2     | 2      | 1                | 0                | 0                | 0                       | 0                       | 0                       | 31    | 2     | 2      |
| C. A. San Miguel Argentina        | 2.ª           | 2024          | 26    | 3     | 4      | 1                | 0                | 0                | —                       | —                       | —                       | 27    | 3     | 4      |
| C. A. San Miguel Argentina        | 2.ª           | 2025          | 19    | 0     | 1      | —                | —                | —                | —                       | —                       | —                       | 19    | 0     | 1      |
| C. A. San Miguel Argentina        | Total club    | Total club    | 45    | 3     | 5      | 1                | 0                | 0                | 0                       | 0                       | 0                       | 46    | 3     | 5      |
| Total carrera                     | Total carrera | Total carrera | 127   | 6     | 10     | 3                | 0                | 0                | 0                       | 0                       | 0                       | 130   | 6     | 10     |
| 1.                                |               |               |       |       |        |                  |                  |                  |                         |                         |                         |       |       |        |